# Clubul Sportiv Dinamo București 2014-2015 (pallavolo femminile)
Questa voce raccoglie le informazioni riguardanti il Clubul Sportiv Dinamo București nelle competizioni ufficiali della stagione 2014-2015.

## Organigramma societario
Area direttiva
- Presidente: Eduard Chermes

Area tecnica
- Allenatore: Branko Gajić

## Rosa
| N° | Nome                 | Ruolo | Data di nascita  | Nazionalità sportiva |
| -- | -------------------- | ----- | ---------------- | -------------------- |
| 1  | Sînziana Motroc      | S     | 28 maggio 1996   | Romania              |
| 2  | Milagros Collar      | S/O   | 15 aprile 1988   | Spagna               |
| 3  | Ana-Maria Ştefan     | L     | 20 aprile 1981   | Romania              |
| 4  | Veronica Marin       | C     | 12 dicembre 1996 | Romania              |
| 5  | Alida Marcovici      | C     | 20 marzo 1973    | Romania              |
| 6  | Daniela Mincă        | P     | 14 luglio 1971   | Romania              |
| 7  | Liana Smărăndache    | C     | 9 agosto 1989    | Romania              |
| 8  | Loredana Filipaş     | C     | 18 marzo 1997    | Romania              |
| 9  | Luminiţa Trombiţaş   | P     | 5 luglio 1971    | Romania              |
| 10 | Ionela Dobra         | L     | 7 gennaio 1997   | Romania              |
| 11 | Diana Cărbuneanu     | S     | 23 agosto 1995   | Romania              |
| 12 | Nicoleta Manu        | L     | 3 dicembre 1980  | Romania              |
| 13 | Bohdana Anisova      | S     | 16 marzo 1992    | Ucraina              |
| 14 | Alexandra Kapelovies | P     | 12 ottobre 1989  | Romania              |
| 15 | Mirela Corjeutanu    | S     | 6 luglio 1977    | Romania              |
| 18 | Aneta Germanova      | S     | 3 gennaio 1975   | Bulgaria             |